# Arend Biewenga
Arend Willem Biewenga (Garsthuizen, 28 april 1903 - Groningen, 11 juli 1971) was een Nederlands politicus. Biewenga was een gereformeerde Groningse 'dikke boer' die zijn hele leven de antirevolutionairen heeft vertegenwoordigd in gemeenten, provincie en parlement.

## Familie & vroege leven
Biewenga was een zoon van Willem Biewenga en Cornelia Oosterhuis. Met zijn echtgenote Martje Petronella Dijksterhuis, met wie hij in 1929 trouwde, had hij 11 kinderen: 6 zoons en 5 dochters. Na het afronden van de MULO en de Middelbare Landbouwschool kreeg Biewenga al op jonge leeftijd het beheer over het ouderlijke landbouwbedrijf en werd hij als 23-jarige raadslid (een functie die zijn vader voor hem ook al vervulde). Hij werd daarna actief bij diverse land- en tuinbouwbonden, zo was hij voorzitter van de Groningse Christelijke landbouwbond.

## Politiek
In 1946 was hij al kandidaat voor de Tweede Kamer, maar werd hij niet verkozen. Hij werd dat jaar wel in de Eerste Kamer gekozen. Daar behoorde hij in 1946 tot de minderheid van zijn fractie die vóór een wijziging van de Gemeentewet over een vereenvoudiging van de grenswijzigingsprocedure stemde.
In 1948 werd hij nogmaals in de Eerste Kamer gekozen, maar ditmaal aanvaardde hij het ambt niet, omdat hij ook in de Tweede Kamer was gekozen, en hij dit prefereerde. Hij zou tot 1963 lid blijven. Als Tweede Kamerlid was hij woordvoerder landbouw, sociale zaken, waterstaat en volkshuisvesting. Hij combineerde het Kamerlidmaatschap met het lidmaatschap van Provinciale en Gedeputeerde Staten in Groningen. In 1953 behoorde hij tot de minderheid van zijn kamerfractie die vóór het wetsvoorstel regeling toezicht op verkoop landbouwgronden stemde. Hij was in 1957 een van de woordvoerders van zijn fractie bij de behandeling van de ontwerp-Deltawet, in 1960 woordvoerder bij het debat over het wetsvoorstel tot goedkeuring van het Benelux-verdrag en in 1961 bij de behandeling van de ontwerp-Wet op de ruimtelijke ordening. Van 1956 tot 1960 was hij voorzitter van de vaste commissie voor Landbouw, Visserij en Voedselvoorziening. Daarna was hij nog korte tijd voorzitter van de bijzondere commissies voor de ontwerp-Bestrijdingsmiddelenwet en ook voor het wetsontwerp wijziging Zuiderzeesteunwet. Hij was het enige lid van de Tweede Kamer dat al op 4 oktober 1962 wees op het risico van bodemdaling door de Groningse aardgaswinning.
In de jaren vijftig was hij plaatsvervangend lid van de Sociaal-Economische Raad (1951 - 1954), bestuurslid van de Sociale Verzekeringsraad (1952 - 1954), lid van de Zuiderzeeraad (rond 1956) en bestuurslid van de Stichting van de Arbeid. In 1959 was hij bij eerste poging van Jan de Quay om een kabinet te vormen bijna minister van Landbouw geworden. Begin jaren zestig werd hij voorzitter van het Landbouwschap, na de verkiezingen van 1963 legde hij hiervoor zijn Kamerlidmaatschap neer. In 1969 nam hij op doktersadvies ook ontslag als gedeputeerde, maar hij zou nog enige tijd actief blijven in de Provinciale Staten.

## Onderscheidingen
- Ridder in de Orde van de Nederlandse Leeuw
- Officier in de Orde van Oranje-Nassau

- Biografisch Portaal: 70934331
- Nederlandse Thesaurus van Auteursnamen: 073741418
- Parlement.com: vg09lky45kyh
- Virtual International Authority File: 288011218
- WorldCat: E39PBJgxqW3WdFyjb4Fyyv9FKd